# Símmac (cònsol 522)
Flavi Símmac (fl.522-526) va ser un polític romà actiu durant el regne ostrogot d'Itàlia.
Fill del filòsof Anici Manli Severí Boeci i de Rusticiana (les seves ties eren Gal·la i Proba), era germà de Boeci, amb qui va compartir el consolat, escollit per la cort ostrogoda.
El seu pare va caure en desgràcia amb el governant ostrogot i li van confiscar les seves propietats; a la mort del rei Teodoric el Gran (526), aquestes propietats van ser retornades a Boeci i Símmac.